# قبر عون

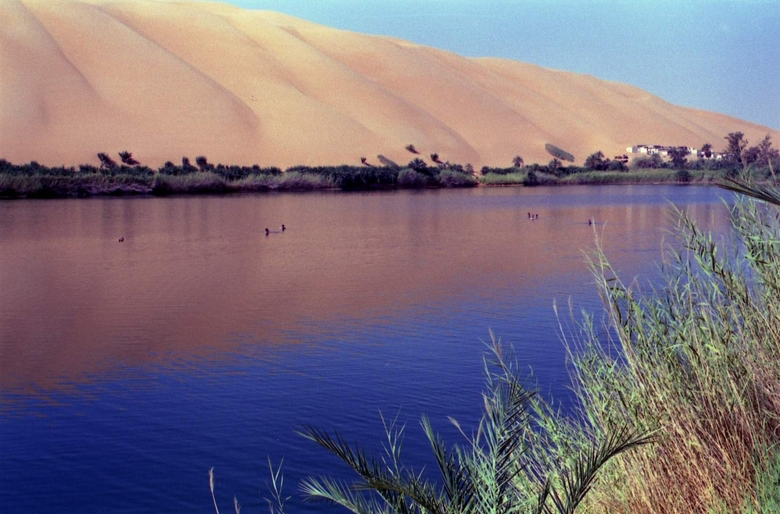
بحيرة قبر عون

قبر عون هي بحيرة أو واحة مياه مالحة تقع في الصحراء الكبرى جنوب ليبيا، تعتبر مقصداً سياحياً هاماً، من صفاتها أنه لم يسجل حالات غرق بها، لأن كل شي يطفو على سطحها بسبب الملوحة الشديدة، وهي محاطة بالنخيل والرمال من كل ناحية، وعمقها 7.1متر، وتتميز أيضا بمياهها الساخنة جدا تبدأ من عمق 1.5 متر وتمتد إلى أسفل.
و تعتبر قبرعون واحة تبعد حوالي 45 كيلومتر عن منطقة تكركيبة، وهي اقرب نقطة سكنية من واحة قبرعون.
يوجد بجانب الواحة مقهى ومطعم.
أطلق الطوارق، اسم "قبر عون" على البحيرة، نسبة إلى قبر لأحد الصالحين يسمي "عون"، دفن على ضفاف البحيرة، ولا يزال ضريحه موجود إلى اليوم، تقع بحيرة قبر عون، غرب مدينة سبها عاصمة الجنوب الغربي لليبيا، بنحو 130 كيلومتراً تقريباً، ويبلغ طولها نصف كيلومتر، وعرضها 200 متر عند أطول نقطة و90  متراً عند أقصر نقطة فيها، تتميز مياه البحيرة الكبريتية الشديدة الملوحة، بخصائص علاجية للعديد من الأمراض الجلدية، مثل الصدفية وحساسية الجلد، بسبب التوازن بين نسب الكبريت والملح في مكوناتها.
يمكن الوصول إلى البحيرة من خلال عبور طرق صحراويّة رمليّة، ولا يوجد طريق مُعبدة توصل إليها، واشتهرت البحيرة منذ القدم بزراعة البصل والطماطم، وكان يتم تجفيفه، وتحميله على الدواب، ونقله إلى المناطق الأخرى، وتنتج البحيرة أيضا الدود، وهو أحد الكائنات البحريّة الصغيرة التي تعيش في البحيرة، وشكله يُماثل شكل السمك، ويصل حجمه إلى 2 سنتيمترات، ويعتبر هذا المنتج سلعة تجاريّة منتشرة حتى الآن، حيث يتم تجميعه في فصل الصيف، حيث يتم استخراجه من البحيرة، وعجنه، وتعبئته، ويستخدم لأغراض متنوعة، ومنها: الصلصة لخبز الثريد الفتات.